# Psmith
(da Lasciate fare a Psmith di P.G. Wodehouse)

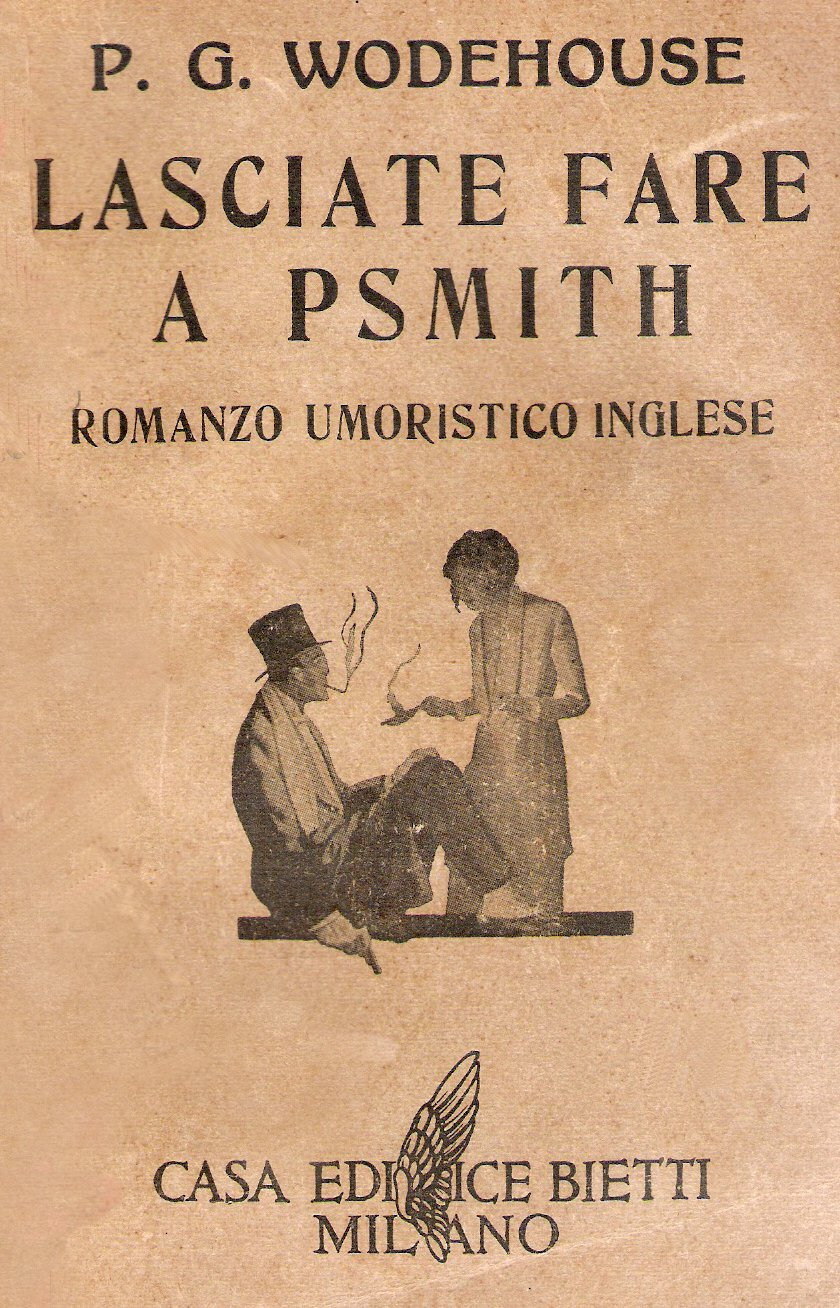
L'ultimo romanzo di Psmith - Ed. 1936

Rupert Psmith (o Ronald Eustace Psmith, come è chiamato nell'ultimo dei quattro romanzi nei quali appare) è un personaggio immaginario ricorrente che appare in alcuni romanzi dello scrittore umoristico di lingua inglese P.G. Wodehouse.
Rupert (o Ronald Eustace) Psmith, ma quasi sempre semplicemente Psmith (degli Psmith dello Shropshire) è un eccentrico giovane di buona famiglia, che ha cambiato il proprio cognome aggiungendo una P (muta) al troppo comune e diffuso Smith, reputandolo non adatto alla propria natura così notevole e fuori dell'ordinario.
Ha studiato a Cambridge e fatto mille mestieri, fallendo in tutti, ma conservando sempre il suo inossidabile e imperturbabile buonumore, accompagnato da un'impeccabile naturale eleganza ed una sproloquiante eloquenza.
Ogni lavoro, avventura, imprevedibile evento, è per lui fonte di divertito interesse e occasione per innescare pirotecniche turbolenze. Non si tira mai indietro, neppure quando viene coinvolto nelle più improbabili e demenziali vicende. Si caccia spesso, a fin di bene, in inverosimili pasticci, anche pericolosi, ma ne esce sempre miracolosamente indenne, senza perdere neppure un filo della propria disinvolta distinzione, riuscendo immancabilmente a sbaragliare, con grazia e humour, chi trama contro i suoi amici.
Per certi versi ricorda altri famosi personaggi di Wodehouse: Jeeves (per l'imperturbabilità, l'eloquio impeccabile ed il largo uso dell'understatement), ma ancor di più l'irresistibile zio Fred: Frederick Altamont Cornwallis, quinto conte di Ickenham, (per l'incoscienza nell'intraprendere imprese impossibili con la vocazione di spargere, sia pure con metodi del tutto stravaganti, "luce e dolcezza").
Nell'ultimo romanzo nel quale è protagonista (Lasciate fare a Psmith), il nostro si introduce sotto falso nome nel castello di Blandings dove, oltre al simpatico e svanito Lord Emsworth incontra molti componenti della banda Blandings: l'On. Freddie Threepwood, Lady Constance Keeble, il maggiordomo Beach e il sospettoso segretario, l'efficiente Baxter.

## Romanzi
- Mike, 1909
- Psmith in banca (Psmith in the City), 1910
- Psmith giornalista (Psmith, Journalist), 1915
- Lasciate fare a Psmith (Leave it to Psmith), 1923